# Беніто Раман
Беніто Раман (фр. Benito Raman; нар. 7 листопада 1994, Гент, Бельгія) — бельгійський футболіст, нападник бельгійського клубу «Мехелен».

## Ігрова кар'єра

### Клубна

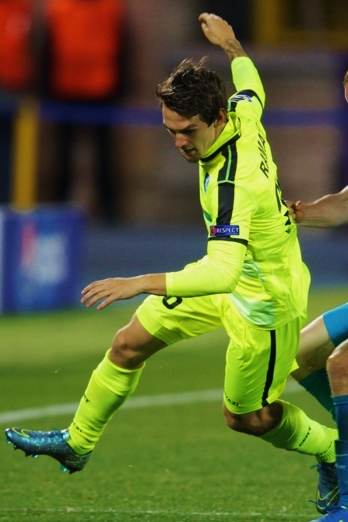
Раман у складі «Гента» і Лізі чемпіонів

Беніто Раман народився у місті Гент і грати у футбол починав у молодіжній команді місцевого футбольного клубу «Гент». З 2011 року футболіста почали залучати до матчів першої команди. Свій дебютний поєдинок у чемпіонаті Бельгії Раман провів 11 вересня 2011 року проти «Зюлте-Варегем». Та через високу конкуренцію у складі «Гента» Раман, щоб не втрачати ігрову практику змушений був грати в оренді. В його кар'єрі були бельгійські клуби «Беєрсхот», «Кортрейк» та «Сінт-Трейден».
Влітку 2016 року футболіст перейшов до льєжського «Стандарда», з яким підписав контракт на чотири роки. Та вже через рік футболіст знову відправився в оренду. Цього разу його командою став клуб німецької Другої Бундесліги «Фортуна» з Дюссельдорфа. В тому ж сезоні «Фортуна» виграла турнір Другої Бундесліги і з бельгійським нападником було підписано повноцінний контракт до 2022 року. Перший матч у Бундеслізі Раман провів 25 серпня 2018 року проти «Аугсбурга» і в першому ж матчі відзначився забитим голом.
Вже у 2019 році футболіст перейшов до іншого німецького клубу — «Шальке 04», де також провів два сезони.
А влітку 2021 року повернувся до Бельгії, де підписав трирічний контракт зі столичним «Андерлехтом».
1 лютого 2024 року перейшов до турецького «Самсунспора».

### Збірна
Беніто Раман народився в Бельгії і має іспанське коріння. З 2009 року він виступав за юнацькі збірні Бельгії різних вікових категорій.
9 вересня 2019 року у матчі кваліфікації до Євро-2020 проти команди Шотландії Беніто Раман дебютував у складі національної збірної Бельгії.

## Досягнення
Гент
 Чемпіон Бельгії: 2014/15
 Переможець Суперкубка Бельгії: 2015
Фортуна (Дюссельдорф)
- Переможець Другої Бундесліги: 2017/18